# 凌県
凌県（りょう-けん）は中華人民共和国江蘇省宿遷市にかつて存在した県。現在の泗陽県北西部に相当する。

## 歴史
秦代に設置された。南北朝時代になると宋により廃止された。